# رود رم
رود رم رودی است به تیمز می‌ریزد. این رود از کشور بریتانیا می‌گذرد.